# Alexandr Šeptulin
Aleksandr Petrovič Šeptulin (rusky Алекса́ндр Петро́вич Шепту́лин; 3. ledna 1929 ve vesnici Novokreščeno Penzenské oblasti – 2. srpna 1993) byl sovětský marxisticko-leninský filozof, doktor filozofických věd (1967), profesor. Od roku 1961 působil jako vědecký pracovník ve Filozofickém ústavu AV SSSR, kde v letech 1978–1985 byl vedoucím odboru pro dialektickou logiku.

## Publikace
- Философия марксизма-ленинизма (учебное пособие). М., 1970.

Překlady do češtiny
- ŠEPTULIN, Aleksandr Petrovič. Filosofie marxismu-leninismu (původním názvem: Философия марксизма-ленинизма). 1. vyd. Praha: SPN, 1973.
- ŠEPTULIN, Aleksandr Petrovič. Filosofie marxismu-leninismu (původním názvem: Философия марксизма-ленинизма). Dotisk 2. vyd. Praha: SPN, 1975. 297 s.